# 6295 Schmoll
6295 Schmoll (1988 CF3) là một tiểu hành tinh vành đai chính được phát hiện ngày 11 tháng 2 năm 1988 bởi E. W. Elst ở La Silla.